# Małgorzata Plebanek
Małgorzata Plebanek (ur. 5 czerwca 1981) – polska siatkarka grająca na pozycji przyjmującej. Od sezonu 2010/2011 grała w LTS Legionovia Legionowo. W sezonie 2005/06 i 2009/2010 grała w najwyższej klasie rozgrywkowej w Polsce, natomiast w sezonie 2008/09 grała w lidze niemieckiej Volleyball Bundesliga w klubie Alemannia Aachen. Obecnie jest zawodniczką klubu Silesia Volley MSK MOSiR Mysłowice

## Kluby
- Wanda Kraków[1]
- Wisła Kraków
- Dalin Myślenice
- ŁKS Łódź
- KPSK Stal Mielec
- UMKS Łańcut
- Piast Szczecin
- Alemannia Aachen
- Gedania Gdańsk
- LTS Legionovia Legionowo
- Stal Mielec S.A.
- Silesia Volley MSK MOSiR Mysłowice